# Nurikabe (puzzel)

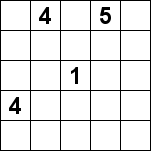
Voorbeeld van een Nurikabe

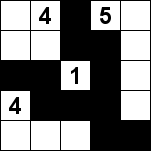
Bijbehorende oplossing

Nurikabe (ぬりかべin het Japans: een onzichtbare muur op straat die volgens een populaire mythe verantwoordelijk is voor te laat komen van voetgangers) is een logische puzzel die bedacht werd Nikoli. Een andere naam voor de puzzel is Islands in the Stream. Nurikabe verscheen in maart 1991 voor het eerst in het tijdschrift Puzzle Communication Nikoli.

## Regels
Nurikabe wordt gespeeld op een rechthoekig diagram van elke grootte. Sommige vierkanten bevatten cijfers. Het doel van het spel is om de kleur (meestal zwart of wit) van elk vierkant te bepalen.
De volgende regels zijn van toepassing:
- Alle zwarte vierkanten moeten worden verbonden door randen.
- Een zwart vierkant van 2×2 mag niet voorkomen.
- Elk nummer bevindt zich in een wit gebied dat zoveel witte vierkanten bevat als het nummer aangeeft.
- Met name de vakjes met de cijfers zijn wit.
- Elk wit gebied bevat slechts één cijfer.

Vanwege de alternatieve aanduiding 'eilanden in de beek' worden de witte vakjes vaak ook wel aangeduid als 'eilanden', de zwarte vakjes als 'beek' en zwarte velden van de afmeting 2×2 als 'vijver'. De regels kunnen ook in deze beeldtaal worden geformuleerd, zodat er dan bijvoorbeeld geen 'vijver' in de juiste oplossing mag voorkomen. Daarom zijn de vakjes soms niet zwart, maar blauw of groen gekleurd.
Normaliter wordt de oplossing of het verloop van de stroom duidelijk gedefinieerd door de gegeven getallen.

## Oplossingsstrategie

Om een Nurikabe op te lossen, kunnen eerst kleine fragmenten zwart worden gemaakt. Deze zwarte vakjes kunnen vervolgens geleidelijk worden gecombineerd om grotere en grotere secties te vormen.
Ook kan het handig zijn om vakjes die wit moeten blijven te markeren, bijvoorbeeld met een klein zwart puntje in het midden.
Aangezien elk nummer zelf wit moet blijven, mag een vierkant met een '1' geen witte vierkanten horizontaal of verticaal omsluiten, dus deze vierkanten moeten zwart gekleurd zijn. Bovendien mag elk wit gebied slechts één cijfer bevatten en daarom moet een vakje waarvan de randen worden begrensd door twee cijfers, zwart zijn. Door logische overwegingen kunnen meer regels worden gebruikt.